# Carl Adam von Blessingh
Carl Adam von Blessingh, född 1710 och död 1763, var en svensk militär, son till Johan Adam von Blessingh.
von Blessingh blev volontär vid fortifikationen 1725, och blev efter en långvarig utomlandsvistelse, under vilken han även deltog i polska tronföljdskriget, 1735 löjtnant. von Blessingh deltog även i finska kriget 1741-43 och var 1757-62 chef för fortifikationsfältstaten i Pommern. Blessingh finns representerad vid bland annat Nationalmuseum i Stockholm.